# Flugunfall der Air India bei Karatschi
Der Flugunfall der Air India bei Karatschi ereignete sich am 27. Dezember 1947. An diesem Tag stürzte eine Douglas C-48C-DO (DC-3) der Air India, mit der ein internationaler Linienflug von Karatschi in Pakistan nach Bombay in Indien durchgeführt werden sollte, kurz nach dem Start bei Korangi Creek ab, wobei alle 23 Passagiere an Bord starben. Es handelte sich um den ersten Flugunfall der Air India mit Todesopfern sowie den ersten Flugunfall in Pakistan seit der Unabhängigkeitserklärung des Landes im selben Jahr.

## Maschine
Bei dem Flugzeug handelte es sich um eine ehemals zivile Douglas DC-3A-414, die während des Zweiten Weltkriegs zu einer Militärmaschine der Baureihe C-48C-DO umgebaut worden war. Die Maschine mit der Werknummer 4175 wurde im Jahr 1941 im Werk der Douglas Aircraft Company gebaut und erhielt das Luftfahrzeugkennzeichen NC30006. Als sich die USA infolge des Angriffs auf Pearl Harbor am Zweiten Weltkrieg beteiligten, befand sich die Maschine als eines von sieben für die Pan American World Airways vorgesehenen, 21-sitzigen Douglas DC-3 gerade in Produktion. Sie wurde dann 1942 zu einer von 36 Maschinen mit der Typbezeichnung C-48C-DO umgebaut und mit dem militärischen Luftfahrzeugkennzeichen 42-38336 an die United States Army Air Forces (USAAF) ausgeliefert. Nach dem Zweiten Weltkrieg wurde die Maschine durch die USAAF als Überbestand kategorisiert und ausgeflottet. Es folgte ein Verkauf der Maschine an die Air India, die diese mit dem Kennzeichen VT-AUG zuließ. Das zweimotorige Mittelstreckenflugzeug wurde von zwei Doppelsternmotoren des Typs Pratt & Whitney R-1830-51 Twin Wasp angetrieben.

## Insassen
An Bord der Maschine befanden sich 19 Passagiere und eine vierköpfige Besatzung.

## Wetter
Die Wetterverhältnisse zum Unfallzeitpunkt waren bescheiden. Der Wind wehte aus westlicher Richtung mit Geschwindigkeiten von 10 bis 15 Knoten mit Böen, es herrschte Staubdunst, die Sichtweiten betrugen 1.100 bis 1.600 Meter.

## Unfallhergang
Der Startlauf der Maschine vom Flughafen Karatschi sollte bei Nacht durchgeführt werden. Kurz vor dem Start rief der Kapitän einen Mechaniker ins Cockpit, nachdem er festgestellt hatte, dass die Instrumentenbeleuchtung ausgefallen war. Der Mechaniker tauschte dann mehrere Sicherungen aus, bis die Lichter wieder in zufriedenstellender Weise funktionierten. Kurz darauf rief der Kapitän jedoch wieder den Mechaniker, nachdem er festgestellt hatte, dass nur ein Landescheinwerfer funktionierte. Das Problem konnte nicht auf Anhieb gelöst werden und der Kapitän beschloss, den Flug mit nur einem funktionsfähigen Landescheinwerfer durchzuführen. Er merkte auch an, dass er einen Brandgeruch im Cockpit wahrnehme.
Ungefähr zehn Minuten nach dem Start, beim Überfliegen der Marinebasis in Karatschi in Korgangi Creek  verlor die Maschine allmählich an Höhe und stürzte mit laufenden Triebwerken ab, wobei sie mit einem Nickwinkel von −30 Grad und einem großen steuerbordseitigen Rollwinkel auf den Boden aufschlug. Alle 23 Insassen wurden dabei getötet.

## Ursache
Die Unfallermittler kamen zu dem Ergebnis, dass der Kapitän bei schwierigen Sichtverhältnissen die Kontrolle über die Maschine verloren hatte. Der Kontrollverlust wurde auf eine unzureichende Beleuchtung der Fluginstrumente aufgrund von Fehlern im Beleuchtungssystem zurückgeführt. Dem Kapitän wurde eine Verantwortung für den Unfall angelastet, seine Entscheidung, den Nachtflug bei schlechten Sichtverhältnissen und mit einer schadhaften Instrumentenbeleuchtung durchzuführen, ohne dass die Maschine zuvor umfassend technisch überprüft wurde, wurde als Fehlentscheidung bewertet.
Die Untersuchung der Wartungshistorie der Maschine ergab, dass die Douglas zuvor bereits zahlreiche und erhebliche Probleme mit der elektrischen Anlage gehabt hatte. Eine große Anzahl von Sicherungen und Glühlampen war erneuert worden. Zudem waren die Instrumente ungewöhnlich oft ausgetauscht worden.